# Висоцький Олександр Юрійович
Висоцький Олександр Юрійович (5 серпня 1974, Дніпропетровськ) — український політолог, доктор політичних наук, кандидат історичних наук, професор, професор кафедри міжнародних відносин Дніпровського національного університету імені Олеся Гончара (з 2015 року).

## Біографія
Народився у 1974 р. у м. Дніпропетровськ.
Закінчив історичний факультет Дніпропетровського державного університету (1996).
Захистив кандидатську дисертацію на тему «Діяльність Української соціал-демократичної робітничої партії та Української партії соціалістів-революціонерів у 1900–1920 роках: історико-порівняльний аспект» (2000, Дніпропетровський національний університет імені Олеся Гончара).
У 2011 р. у Чернівецькому національному університеті імені Юрія Федьковича захистив докторську дисертацію «Теоретико-методологічні виміри технологій легітимації політичної влади» за спеціальністю 23.00.01 — теорія та історія політичної науки.
У 2013 р. присуджене вчене звання професора за кафедрою соціології та політології.
Автор понад 200 публікацій, присвячених теорії та історії соціал-демократичного руху, різноманітним аспектам легітимації політичної влади, в тому числі наукових монографій: «Українські національні партії початку ХХ століття: соціалістичний сегмент (УСДРП та УПСР у компаративістському вивченні)» (2001); «Українські соціал-демократи та есери: досвід перемог і поразок» (2004); «Технології легітимації політичної влади: теорія та практика» (2010), «Політична влада в Україні: проблеми легітимації та модернізації» (2012).

## Основні праці
Олександр Висоцький є автором понад 200 наукових та навчальних публікацій. Серед них:
1. Висоцький О. Ю. Українські національні партії початку XX століття: соціалістичний сегмент (УСДРП та УПСР у компаративістському вивченні). — Монографія. — Дніпропетровськ: ДДФЕІ, 2001. — 160 с.
2. Висоцький О. Ю. Українські соціал-демократи та есери: досвід перемог і поразок. — Монографія. — К.: Основні цінності, 2004. — 272 с.
3. Висоцький О. Ю. Технології легітимації політичної влади: теорія та практика.[недоступне посилання з травня 2019] — Дніпропетровськ: Пороги, 2010. — 318 с.
4. Висоцький О. Ю. Політична влада в Україні: проблеми легітимації та модернізації. — Монографія. — Дніпропетровськ: Інновація, 2012. — 132 с.
5. Висоцький О. Ю. Застосування легітимаційних технологій для зміцнення політичної влади // Гілея: науковий вісник. Збірник наукових праць / Гол. ред. В. М. Вашкевич. — К.: ВІР УАН, 2012. — Вип.59 (№.4). — С.729-738.
6. Высоцкий А. Ю. Легитимность: анализ понятия // Грані. — Дніпропетровськ, 2003. — № 1 (27). — С. 109–113.
7. Высоцкий А. Ю. Проблема легитимации политики в концепции Макса Вебера // Грані. — Дніпропетровськ, 2003. — № 6. — С. 132–136.
8. Висоцький О.Ю. Теорія прийняття політичних рішень: конспект лекцій. - Дніпро: Охотнік, 2020. — 68 с.
9. Висоцький О.Ю. Публічна дипломатія: конспект лекцій. Ч. 1.; Ч.2. Дніпро: Охотнік, 2020. — 56 с.
10. Висоцький О.Ю. Міжнародно-правова легітимність: поняття та сутність // Науковий вісник Дніпропетровського державного університету внутрішніх справ: Науковий журнал. 2022. № 1 (117). С.137-145. https://doi.org/10.31733/2078-3566-2022-1-136-147
11. Висоцький, О. (2023). Технології національної безпеки у внутрішній та зовнішній політиці держави. Науково-теоретичний альманах Грані, 26(3), 126-133. https://doi.org/10.15421/172358.
12. Vysotskyi O.Y. The metamodern nature of Volodymyr Zelenskyy's public diplomacy during the full-scale Russia-Ukraine war. Ideology and Politics Journal. - 2024. - № 1(25). - P.106-128. https://doi.org/10.36169/2227-6068.2024.01.00005
13. Vysotskyi O.Y. Ukrainian anti-americanism during full-scale russian aggression through the lens of the President of Ukraine's public diplomacy: a deconstructive attempt. Ideology and Politics Journal. - 2024. - № 2(26). - P.112-129. https://doi.org/10.36169/2227-6068.2024.02.00006

## Наукові праці у співавторстві
Vysotskyi, O., & Vysotska, O. TECHNOLOGIES OF PUBLIC DIPLOMACY:: METHODOLOGICAL PRINCIPLES AND PRACTICAL POTENTIAL. Epistemological Studies in Philosophy, Social and Political Sciences, 2020, 3(1), 139-147. https://doi.org/10.15421/342015.
Нєгіна, В.Р., Висоцький, О.Ю. ТЕХНОЛОГІЇ ДВОСТОРОННІХ ІЗРАЇЛЬСЬКО-КИТАЙСЬКИХ ВІДНОСИН. Філософія та політологія в контексті сучасної культури, 2022, 14(2), 141-151. https://doi.org/10.15421/352232.
Vysotska, O., & Vysotskyi, O. (2022). Green consumer culture as a factor of sustainable development of society. Journal of Geology, Geography and Geoecology, 31(1), 171-185. https://doi.org/https://doi.org/10.15421/112217.
Vysotskyi, O., Deviatko, N., & Vysotska, O. (2022). Theory of technologies of geographical determinism in international relations. Journal of Geology, Geography and Geoecology, 31(3), 554-565. https://doi.org/https://doi.org/10.15421/112252.
Vysotskyi, O., Holovko, I., & Vysotska, O. (2023). Theory of geocultural technologies in international relations. Journal of Geology, Geography and Geoecology, 32(2), 426-435. https://doi.org/https://doi.org/10.15421/112338.
Vysotskyi, O., Prudnykova, O., & Trynyak, M. (2023). The geography of public diplomacy of President of Ukraine Volodymyr Zelenskyy during the full-scale Russia-Ukraine war. Journal of Geology, Geography and Geoecology, 32(3), 644-659. https://doi.org/https://doi.org/10.15421/112357.